# Salmijärvi (sjö i Salo, Egentliga Finland)
Salmijärvi är en sjö i kommunen Salo i landskapet Egentliga Finland i Finland. Arean är 45 hektar och strandlinjen är 5,69 kilometer lång. Sjön  ingår i Kisko ås och Bjärnå å huvudavrinningsområde.   Den ligger omkring 76 kilometer öster om Åbo och omkring 74 kilometer väster om Helsingfors. 